# Taizé-Aizie
Taizé-Aizie település Franciaországban, Charente megyében. Lakosainak száma 585 fő (2022. január 1.). Taizé-Aizie Les Adjots, Bioussac, Condac, Nanteuil-en-Vallée, Ruffec, Lizant és Voulême községekkel határos.

## Népesség
A település népessége az elmúlt években az alábbi módon változott:
| Lakosok száma | 408  | 485  | 544  | 562  | 588  | 590  | 577  | 573  | 573  | 585  |
|               | 1968 | 1982 | 1990 | 2006 | 2013 | 2015 | 2017 | 2019 | 2020 | 2022 |